# 白鹿洞街道
白鹿洞镇，是中华人民共和国湖南省郴州市苏仙区下辖的一个乡镇级行政单位。

## 行政区划
白鹿洞镇下辖以下地区：
青年路社区、龙门池村、白鹿洞村和南塔岭村。